# Acrapex hamulifera
Acrapex hamulifera là một loài bướm đêm thuộc họ Noctuidae. Nó là loài đặc hữu của Sri Lanka.